# Shrek le troisième
Pour les articles homonymes, voir Shrek.
Pour l’article ayant un titre homophone, voir Schreck.
Série Shrek
Shrek 2
(2004) Shrek 4 : Il était une fin
(2010)
Pour plus de détails, voir Fiche technique et Distribution.
Shrek, le troisième (Shrek the Third) est un film d'animation américain en images de synthèse réalisé par Chris Miller et Raman Hui et sorti en 2007.
Il est précédé de Shrek et de Shrek 2, à partir d'un conte de fées de William Steig, par DreamWorks Animation en 2007 et suivi du quatrième film Shrek 4 : Il était une fin.
Le film commence alors que le roi Harold se meurt, Shrek et Fiona se voient obligés de régner sur le royaume de Fort Fort Lointain. Sur son lit de mort, le roi leur annonce cependant qu'il existe un autre héritier possible au trône : Arthur. Décidé à ramener Arthur à Fort Fort Lointain pour s'éviter la charge de régner, Shrek va le chercher en compagnie de L'Âne et du Chat Potté. Mais en son absence, le Prince Charmant décide de s'emparer du pouvoir et organise un coup d'état avec les autres méchants de contes de fée.

## Synopsis
Faisant suite au précédent film, le couple d'ogre Shrek et Fiona vivent encore à Fort Fort Lointain. Le roi Harold, malade, se meurt, obligeant Shrek et Fiona à assurer la régence du royaume pendant son congé. Mais Shrek se montre incapable d'endosser le rôle de roi, et un dîner organisé en leur honneur se termine en désastre. Conscient qu'en tant qu'ogre, il est loin d'être le candidat idéal pour régner, Shrek cherche à quitter le trône et retourner avec Fiona dans son marais. Au moment de sa mort, Harold apprend à Shrek qu'il existe un autre héritier qui pourrait prétendre au trône de Fort Fort Lointain : son neveu et cousin de Fiona, Arthur Pendragon.
Pendant ce temps, Prince Charmant est devenu un acteur raté et voue une haine infinie à Shrek, qu'il accuse d'avoir volé son royaume et son « heureux pour toujours ». Alors que le royaume est en deuil à la suite de la mort du roi, il se rend à la taverne de La Pomme Empoisonnée pour fomenter un coup d'état alors qu’il n’est pas le bienvenu par les habitués. Il réussit à convaincre les méchants de contes de fée (parmi lesquels Mabel, une des demi-sœurs de Cendrillon, la méchante reine de Blanche-Neige, le Capitaine Crochet, Stromboli de Pinocchio et Rumplestilskin) qui comme lui n'ont pas connu de fin heureuse et vivent dans l'ombre des héros, de se rebeller contre cet état de fait et d'écrire leur propre « heureux pour toujours ».
Shrek embarque sur un bateau avec l'Âne et Potté pour aller trouver Arthur, malgré l'insistance de Fiona de vouloir voir Shrek devenir roi. Alors qu'ils quittent le quai, Fiona annonce à Shrek qu'elle est enceinte, pour le plus grand bonheur de son entourage mais le plus grand désespoir de Shrek, qui se croit incapable d'élever un petit ogre (et qui en fait même un cauchemar). Le trio arrive finalement à la Worcestershire Academy, une prestigieuse école de chevaliers et de magie, où ils découvrent qu'Arthur, surnommé Artie, est un jeune garçon de 16 ans qui se fait maltraiter par ses camarades. Shrek lui annonce sans tarder lors d'une réunion d'école qu'il est le nouveau roi de Fort Fort Lointain (en se gardant de lui dire que lui-même étant un possible héritier), ce qui excite Artie à l'idée de quitter cette école et de prendre sa revanche sur la vie.
À Fort Fort Lointain, Fiona et la reine Lillian organisent avec Cendrillon, Blanche-Neige, la Belle au bois dormant, Raiponce et Doris (la deuxième demi-sœur de Cendrillon) une baby shower, au moment où Charmant et son armée décident d'envahir le royaume : ils saccagent la ville avant d'assaillir le château pour tenter de capturer Shrek et Fiona. Fiona et les princesses parviennent cependant à s'échapper avec l'aide de Pinocchio, du Grand Méchant Loup, de Tibiscuit, des trois petits cochons et des trois souris aveugles qui les couvrent pour leur laisser le temps de fuir. Ils sont interrogés par Charmant, et le troisième petit cochon finit par avouer sous la pression que Shrek est parti chercher le nouvel héritier du trône.
Les princesses fuient par les égouts, et tentent de comprendre ce que trame Charmant, mais elles sont plus tard capturées et emprisonnées après que Raiponce, qui était en réalité amoureuse et complice de Charmant, les a trahies pour devenir reine.
L'excitation d'Artie disparaît rapidement lorsque, sur le trajet retour, l'Âne et Potté l'effrayent par inadvertance en lui parlant des responsabilités d'un roi. Cherchant à retourner à l'école, il finit par se battre avec Shrek : ils endommagent le gouvernail, ce qui les fait s'écraser contre des rochers sur une île où ils trouvent l'un des anciens professeurs de magie d'Artie devenu fou, Merlin.
Ce dernier accepte de les aider, mais à la condition que Shrek et Artie essayent d'abord de régler leur conflit. Réunis le soir autour d'un feu, Artie apprend à Shrek qu'il a été abandonné enfant par son père. Les deux finissent par discuter et se rapprocher. Le lendemain matin, ils sont attaqués par Crochet, ses pirates et les arbres ensorcelés qui ont été envoyés par Charmant, mais ils parviennent à les vaincre et les faire fuir. Comprenant la situation et le danger que courent Fiona et le royaume, Shrek tente de rentrer au plus vite, accompagné par Artie qui a décidé d'endosser la responsabilité de roi. Il convainc Merlin d'user de sa magie pour les faire se téléporter à Fort Fort Lointain : le sortilège fonctionne et ils se retrouvent aux portes du royaume, mais l'Âne et Potté, qui se tenaient la patte, ont échangé de corps.
Ils trouvent les rues désertes et délabrées, et tombent sur Pinocchio enfermé dans une boîte à musique qui leur apprend que Charmant a prévu de jouer ce soir une pièce de théâtre mettant en scène « la dernière performance de Shrek ». Ils parviennent à pénétrer dans la loge de Charmant, qui de colère appelle ses gardes et s'apprête à tuer Artie l'héritier du trône. Pour lui sauver la vie, Shrek lui avoue à demi la vérité, prétextant qu'il n'a fait que l'utiliser pour le remplacer comme prochain roi, et qu'Artie reste un loser idiot. Charmant laisse partir un Artie dépité et en colère, emprisonne Shrek dans le palais et jette Potté et l'Âne dans la cellule des princesses.
Le duo leur apprennent que Charmant a l'intention de tuer Shrek le soir-même durant une représentation théâtrale, en mettant en scène leur combat devant tout le royaume. Frustrée par le manque d'initiative de ses camarades princesses, Fiona les exhorte à agir. C'est finalement sa mère, Lillian, qui les sort de prison en brisant le mur avec sa tête (après avoir avoué avoir profité des leçons de kung-fu apprises à Fiona par le passé). Le groupe de princesses décide de prendre les choses en main et pénètre dans le château pour aller sauver Shrek, tandis que l'Âne et Potté vont libérer Pinocchio, Tibiscuit, les trois petits cochons, le Grand Méchant Loup et les enfants âne-dragons de l'Âne.
Ils croisent Artie sur leur chemin, et l'Âne et Potté le rassurent en lui expliquant que Shrek n'a fait que mentir pour lui sauver la vie.
Le soir venu, Charmant est sur scène dans une comédie musicale devant tout le royaume réuni. Raiponce joue la princesse emprisonnée dans une tour qu'il doit secourir, tandis que Shrek arrive sur scène comme la bête monstrueuse qu'il doit abattre. Shrek tourne Charmant et son incapacité à chanter correctement au ridicule devant le public, ce qui fait rire l'assemblée (et même les pirates jouant en orchestre) mais agace d'autant plus Charmant qui s'apprête à le tuer.
Arrivent alors l'équipe des princesses avec Dragonne, qu'elles ont libéré, et le groupe de Potté et l'Âne ; mais ils sont facilement dépassés par le nombre de méchants qui les assaillent. Artie intervient à ce moment en s'adressant aux méchants. Il tente de les convaincre qu'il existe un autre moyen pour eux que d'exister, et qu'ils ont la possibilité de s'affranchir de l'étiquette que la société leur a collé, faisant écho au discours que lui tenait Shrek plus tôt. Ces mots résonnent chez la plupart des méchants, qui décident de jeter leurs armes et de se réconcilier avec les princesses, Potté, l'Âne et leurs compagnons.
Furieux, Charmant saisit une épée et tente de tuer Artie en se jetant sur lui, mais Shrek intervient et fait mine de se faire transpercer par Charmant, qui se proclame aussitôt nouveau roi de Fort Fort Lointain. Peu après, Shrek se montre de nouveau indemne, réprimande à Charmant ses cours d'escrime, l'écarte et laisse Dragonne faire tomber la tour de Raiponce sur lui. Artie ramasse la couronne du roi tombée de la tête de Charmant et la présente au peuple qui l'acclame, faisant de lui le nouveau roi de Fort Fort Lointain. Merlin, qui débarque sans prévenir dans l'assistance, est saisi par Potté et l'Âne qui l'obligent à réparer sa bêtise, ce qu'il fait... bien que Potté et l'Âne aient leur queue interchangées !  
Shrek et Fiona, de retour dans leur marais, deviennent les parents de triplés ogres, et les élèvent avec l'aide de Potté, Lillian devenue grand-mère, l'Âne et Dragonne.

## Fiche technique
- Titre original : Shrek the Third

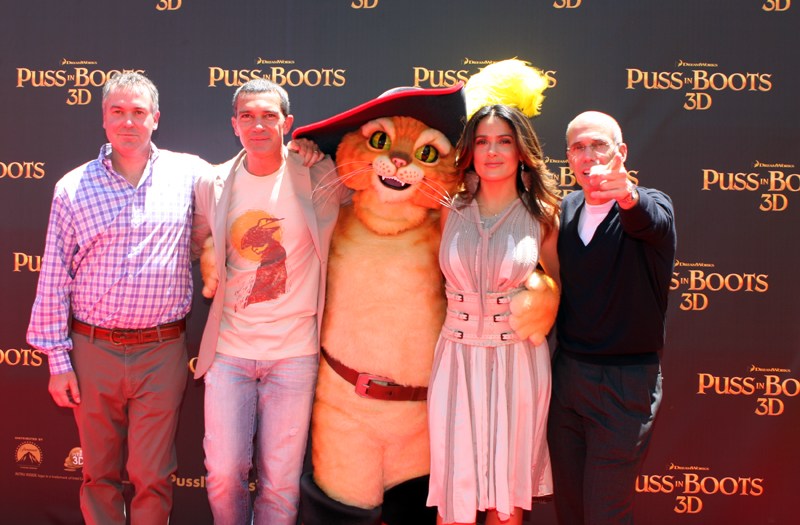
Le Chat potté aux côtés de Chris Miller, Antonio Banderas, Salma Hayek et Jeffrey Katzenberg à l'avant-première du spin-off Le Chat potté aux Studios de la Fox, à Sydney, en 2011.

- Titre en français : Shrek le troisième
- Réalisation : Chris Miller et Raman Hui
- Scénario : Jeffrey Price, Peter S. Seaman, Chris Miller et Aron Warner, d'après une histoire d'Andrew Adamson, d'après l'œuvre de William Steig
- Musique : Harry Gregson-Williams
- Montage : Joyce Arrastia et Michael Andrews
- Production : Jeffrey Katzenberg et Aron Warner
- Société de production : DreamWorks Animation, PDI/DreamWorks
- Société de distribution : Paramount Pictures
- Budget : 160 000 000 $[1]
- Pays de production :  États-Unis
- Langue originale : anglais
- Genre : animation, cinéma, aventures, fantastique
- Durée : 93 minutes
- Dates de sortie : 
  - États-Unis et Canada : 18 mai 2007
  - France : 13 juin 2007
  - Belgique : 20 juin 2007

## Distribution

### Voix originales
- Mike Myers : Shrek
- Eddie Murphy : L'Âne
- Cameron Diaz : Fiona
- Antonio Banderas : le Chat potté
- Julie Andrews : la reine Liliane
- John Cleese : le roi Harold
- Rupert Everett : le prince Charmant
- Eric Idle : Merlin
- Justin Timberlake : Artie
- Susanne Blakeslee : la méchante reine
- Cody Cameron : Pinocchio / Les Trois Petits Cochons
- Christopher Knights : les Trois Souris Aveugles / un siffleur / un arbre maléfique / un garde
- Ian McShane : Le capitaine Crochet
- Amy Sedaris : Cendrillon
- Amy Poehler : Blanche-Neige
- Cheri Oteri : La Belle au bois dormant / une comédienne
- Larry King : Doris, demi-soeur de Cendrillon
- Maya Rudolph : Raiponce
- Regis Philbin : Mabel, la méchante demi-soeur de Cendrillon
- John Krasinski : Lancelot
- Seth Rogen : le capitaine du bateau
- Conrad Vernon : Tibiscuit / Rumpelstiltskin / le cavalier sans tête
- Aron Warner : le loup
- Kelly Asbury : le maître de cérémonie / Fiddlesworth
- Walt Dohrn : un étudiant / Xavier / le principal / la nounou naine / un chevalier maléfique / un méchant chantant
- Tom Kane : un garde
- Tom McGrath : Gary
- Chris Miller : Stromboli, le maître des marionnettes / un présentateur / une mascotte / un méchant chantant
- Mark Valley : le cyclope
- Kari Wahlgren : une vieille dame
- Jack Angel : un pirate / un garde (non crédité)

### Voix françaises
- Alain Chabat : Shrek
- Med Hondo : L'Âne
- Barbara Tissier : Fiona
- Boris Rehlinger : Le chat potté
- Lionel Tua : Le prince Charmant
- Alexandre Nguyen : Arthur Pendragon, Arthie
- Michel Prud'homme : Le roi Harold
- Tania Torrens : La reine Liliane
- Alexandra Garijo : La Belle au bois dormant
- Pascal Massix : Le capitaine Crochet
- Adrien Antoine : Lancelot du Lac
- Barbara Delsol : Raiponce
- Bernard Alane : Merlin
- Éric Métayer : Les souris aveugles
- Alexandre Gillet : Pinocchio
- Jean-Loup Horwitz : Les trois petits cochons
- Emmanuel Garijo : Ti-biscuit
- Philippe Catoire : Le grand méchant loup
- Jean Barney : Doris
- Jacques Bouanich : Mabel
- Marc Alfos : Ed
- Patrick Osmond : Raul
- Chloé Berthier : Cendrillon
- Léopoldine Serre : Guenièvre
- Audrey Sablé : Blanche-Neige

## Accueil

### Critiques
Le film a reçu des critiques mitigées. Selon le site Rotten Tomatoes 41 % des 213 critiques recul liées étaient positives ce qui lui donne une note de 5,4⁄10(en). Le film a aussi obtenu un score de 58⁄100 sur Metacritic sur la base de 35 critiques.

### Box-office
En dépit des critiques, Shrek, le troisième est sorti le 18 mai 2007 dans 4 122 cinémas en Amérique du Nord, et recueille 38 millions de $ dès le premier jour, obtenant ainsi le record de la plus grosse recette brute au premier jour de sa sortie en salles pour un film d'animation (ce record a été battu par Toy Story 3 sorti en 2010 avec 41 millions de $). Il recueille un total de $121 629 270 lors de son premier weekend, le meilleur weekend d'ouverture pour un film d'animation. Shrek, le troisième a réalisé 322,7 millions de $ aux États-Unis et 476,2 millions de $ dans le reste du monde, soit un total de 798,9 millions de $. Il se classe quatrième des plus grands succès au box-office mondial de l'année 2007, derrière Pirates des Caraïbes : Jusqu'au bout du monde, Harry Potter et l'Ordre du phénix et Spider-Man 3. Il se classe deuxième des plus grands succès du box-office nord-américain de l'année 2007 derrière Spider-Man 3 et Pirates des Caraïbes : Jusqu'au bout du monde.
| Pays ou région | Box-office        | Date d'arrêt du box-office | Nombre de semaines |
| -------------- | ----------------- | -------------------------- | ------------------ |
| États-Unis     | 322 719 944 $     | 9 août 2007                | 12                 |
| France         | 5 549 908 entrées | 6 octobre 2007             | 22                 |
| Total mondial  | 798 958 162 $     | -                          | -                  |

## Distinctions
| Récompenses            | Catégorie                                         | Nommé(s)                                                | Résultat   |
| ---------------------- | ------------------------------------------------- | ------------------------------------------------------- | ---------- |
| Annie Awards           | Directing in an Animated Feature Production       | Chris Miller, Raman Hui                                 | Nomination |
| BAFTA Awards           | Meilleur film d'animation                         |                                                         | Nomination |
| Golden Reel Award      | Best Sound Editing in Feature Film: Animated      |                                                         | Nomination |
| Kids Choice Awards,    | Meilleur dessin animé                             |                                                         | Nomination |
| Kids Choice Awards,    | Meilleure voix dans un dessin animé               | Cameron Diaz                                            | Nomination |
| Kids Choice Awards,    | Meilleure voix dans un dessin animé               | Eddie Murphy                                            | Lauréat    |
| Kids Choice Awards,    | Meilleure voix dans un dessin animé               | Mike Myers                                              | Nomination |
| People's Choice Awards | Favourite Family Movie                            |                                                         | Lauréat    |
| Visual Effects Society | Outstanding Effects In An Animated Motion Picture | Matt Baer, Greg Hart, Krzysztof Rost, Anthony Field     | Nomination |
| Visual Effects Society | Animation de personnage dans un film d'animation  | John Cleese, Guillaume Aretos, Tim Cheung, Sean Mahoney | Nomination |

## Analyse